# George Barbier
George Barbier fue un pintor francés, diseñador de moda y uno de los más importantes ilustradores del art déco en Francia, nacido en Nantes el 10 de octubre de 1882 y fallecido en París el 16 de marzo de 1932.

## Datos biográficos
La vida de George Barbier es poco conocida. Se sabe que estudió en la École nationale supérieure des beaux-arts de París, donde fue alumno de Jean Paul Laurens. Aunque expuso por primera vez en 1910 en el Salón de los Humoristas bajo el seudónimo de Édouard William, no fue hasta el año siguiente cuando fue descubierto al presentar su primera exposición, en la galería de su tío Louis-Maurice Boutet de Monvel (1851–1913 en:), tenía entonces 29 años. Desde 1912 hasta su muerte, Barbier expuso en el Salón de los Artistas decoradores y se mantuvo en la vanguardia de su profesión con encargos para diseñar vestuarios para ballet y teatro, ilustrar libros, y producir ilustraciones de moda de alta costura. Durante 20 años Barbier formó parte de un grupo de la Escuela de Bellas Artes apodado por Vogue "Los Caballeros del Brazalete", un tributo a sus elegantes y extravagantes modales y estilo de vestir. En este círculo de la élite estuvieron incluidos Bernard Boutet de Monvel y Pierre Brissaud (1885–1964 en:)- (ambos primos hermanos Barbier), Paul Iribe (1883-1935 fr:), Georges Lepape y Charles Martin (1884-1934 en:). 
Durante su carrera Barbier también se dedicó a la joyería y el diseño de vidrio y papel pintado. Sus dibujos reproducidos por litografía y coloreados mediante la técnica del estarcido aparecieron en las revistas más famosas de la época, como los diarios satíricos Le Rire o La Baionette, y las revistas de moda como Modes et manières d'aujourd'hui, Les fuillets 'Art, Femina, Vogue, Comoedia illustré, 
La Gazette du bon ton (fundada en 1912) y Journal des Dames et des Modes (también fundada en 1912), donde además de los dibujos escribió ensayos y numerosos artículos. 

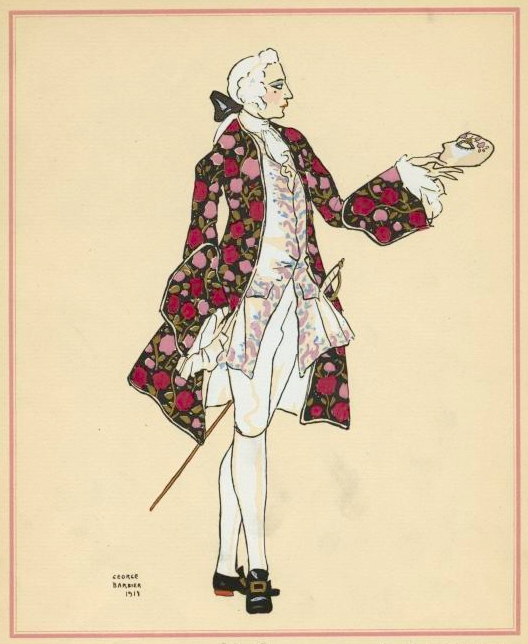
Vestuario para la obra de teatro La Vie amoureuse de Casanova de Maurice Rostand (1891-1968 fr:), en 3 actos; presentada en París, Bouffes-Parisiens, el 22 de febrero de 1919.

A mediados de la década de 1920 trabajó con Erté para diseñar decorados y vestuarios para el Folies Bergère y en 1929 escribió la introducción para la aclamada exposición de Erté y logró renombre a través de sus apariciones regulares en la revista L'Illustration. 
Fue famoso por sus trajes de escena para los Ballets Rusos. Además, también diseñó ex libris (realizó el de Jacques Nouvion, director de Journal des Dames ). Realizó ilustraciones para textos literarios de Charles Baudelaire, Théophile Gautier, Pierre Louÿs, Alfred de Musset y Paul Verlaine. 
Realizó ilustraciones para publicidad. Estuvo vinculado con las casas de moda de Paul Poiret, Jeanne Lanvin, Jeanne Paquin, Madeleine Vionnet y también con el joyero Cartier.
Su obra maestra es el "Almanaque de las modas pasadas, presentes y futuras", en cinco volúmenes, publicados entre 1922 y 1925 bajo el título Falbalas et Fanfreluches.
George Barbier diseñó una serie de decorados y trajes para el teatro y el cine. Suyo es el vestuario de Rodolfo Valentino en la película de 1924 Monsieur Beaucaire (en:). Murió en París en 1932 en el apogeo de su carrera.
Estuvo influido por los vasos griegos, las miniaturas indias; las obras de Aubrey Beardsley y Léon Bakst marcaron profundamente su estilo preciso y diligente, típico del art déco.

## Obras ilustradas
- Renée de Brimont, Mirages, Émile-Paul. 1919
- Alfred de Musset, On ne badine pas avec l'amour, Georges Crès et Cie, París. 1920
- George Barbier, " Falbalas et Fanfreluches ". Almanaque de las modas pasadas, presentes y futuras. 1922-1926. Ilustrado "au pochoir" (al estarcido). Jules Meynial, París. 1926
- Paul Verlaine, Fêtes galantes, Piazza. 1928
- Henri de Régnier, Les Rencontres de Monsieur de Bréot, A.& G. Mornay, París. 1930
- Henri de Régnier, L'Escapade. Ilustraciones "au pochoir". Colección "Les Beaux Livres", A. & G. Mornay. 1931
- Choderlos de Laclos, Les Liaisons Dangereuses, Le Vasseur, París. 1934

## Galería de imágenes

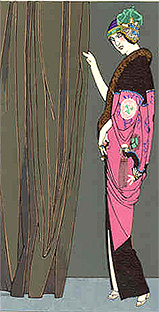
traje de noche de Jeanne Paquin - Gazette du Bon Ton , 1912
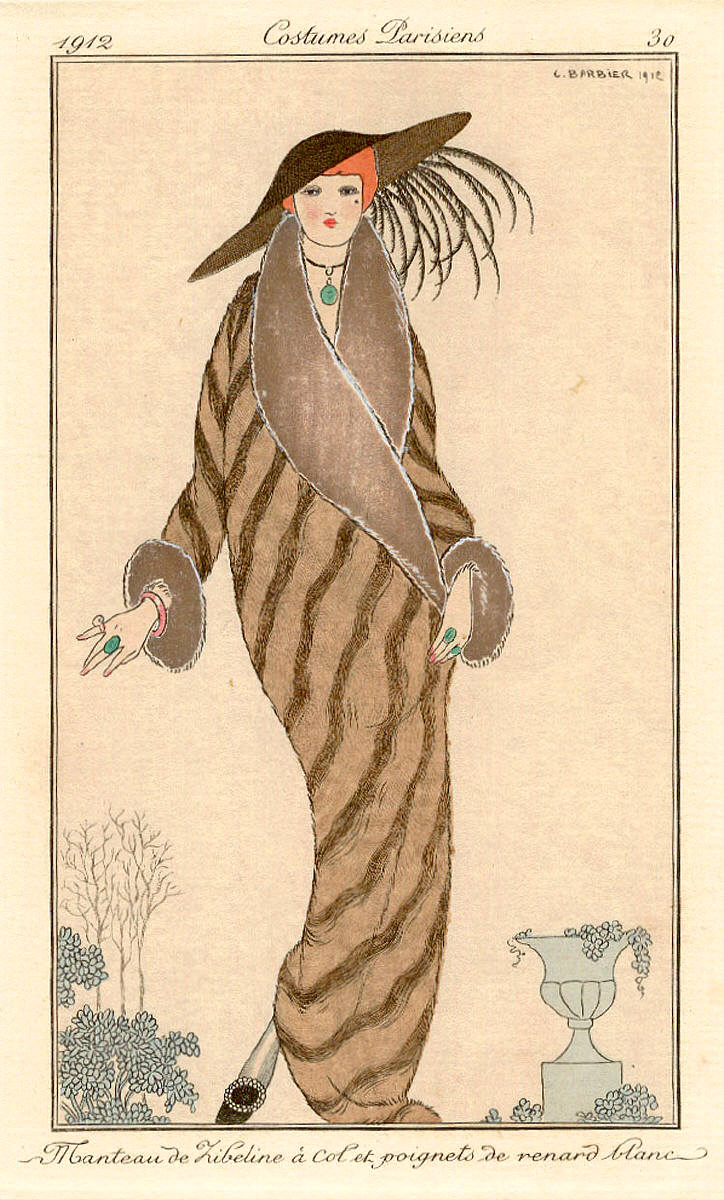
Abrigo de marta cibelina, copn cuello de sable y puños de Renard Blanc. Journal des Dames et des Modes, 1912
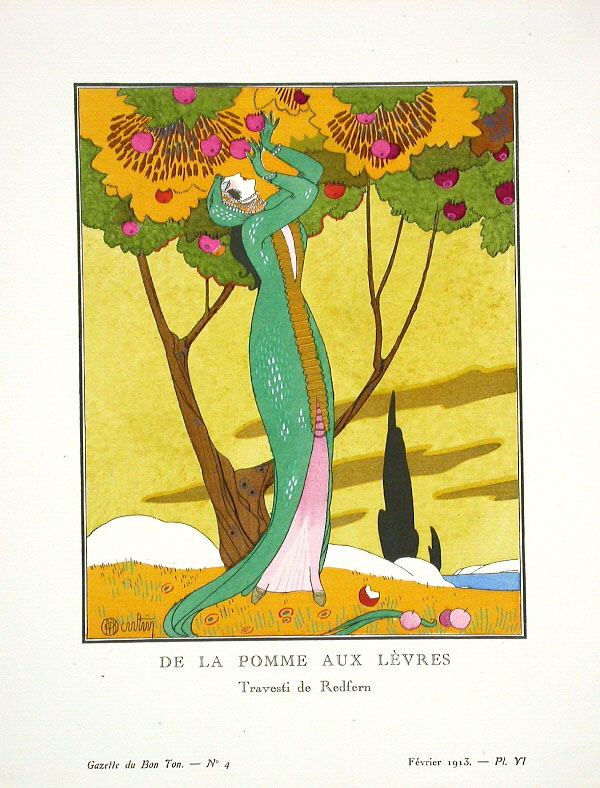
"De la Pomme aux Levres. Travesti de Redfern." De la manzana a los labios; No. 4 Plate VI, febrero de 1913
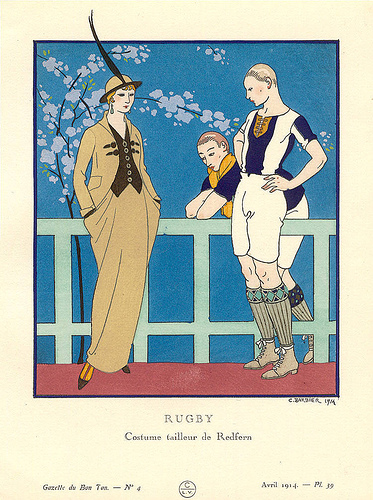
Rugby Mujer conversando con dos jugadores de rugby, vestida con un traje pre-sportswear de John de Redfern; No. 4 Plate 39, Abril de 1914
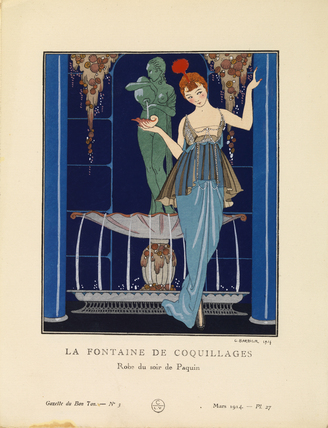
La Fontaine de Coquillages, Robe du soir de Jeanne Paquin (la fuente de las conchas. Vestido de noche de Jeanne Paquin. No.3, Plate 27. marzo 1914
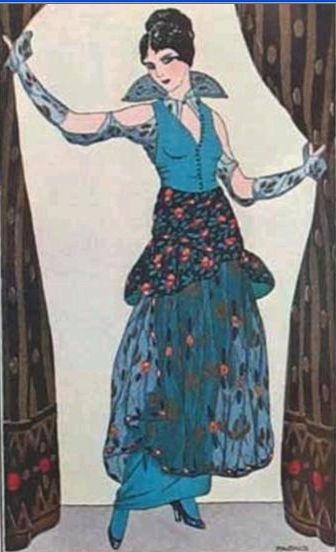
'Robe de taffetas et mousseline de soie peinte' (vestido de tafetán y muselina de seda pintada) 'Costumes Parisiens' No. 184-1914. de 'Fabivs'
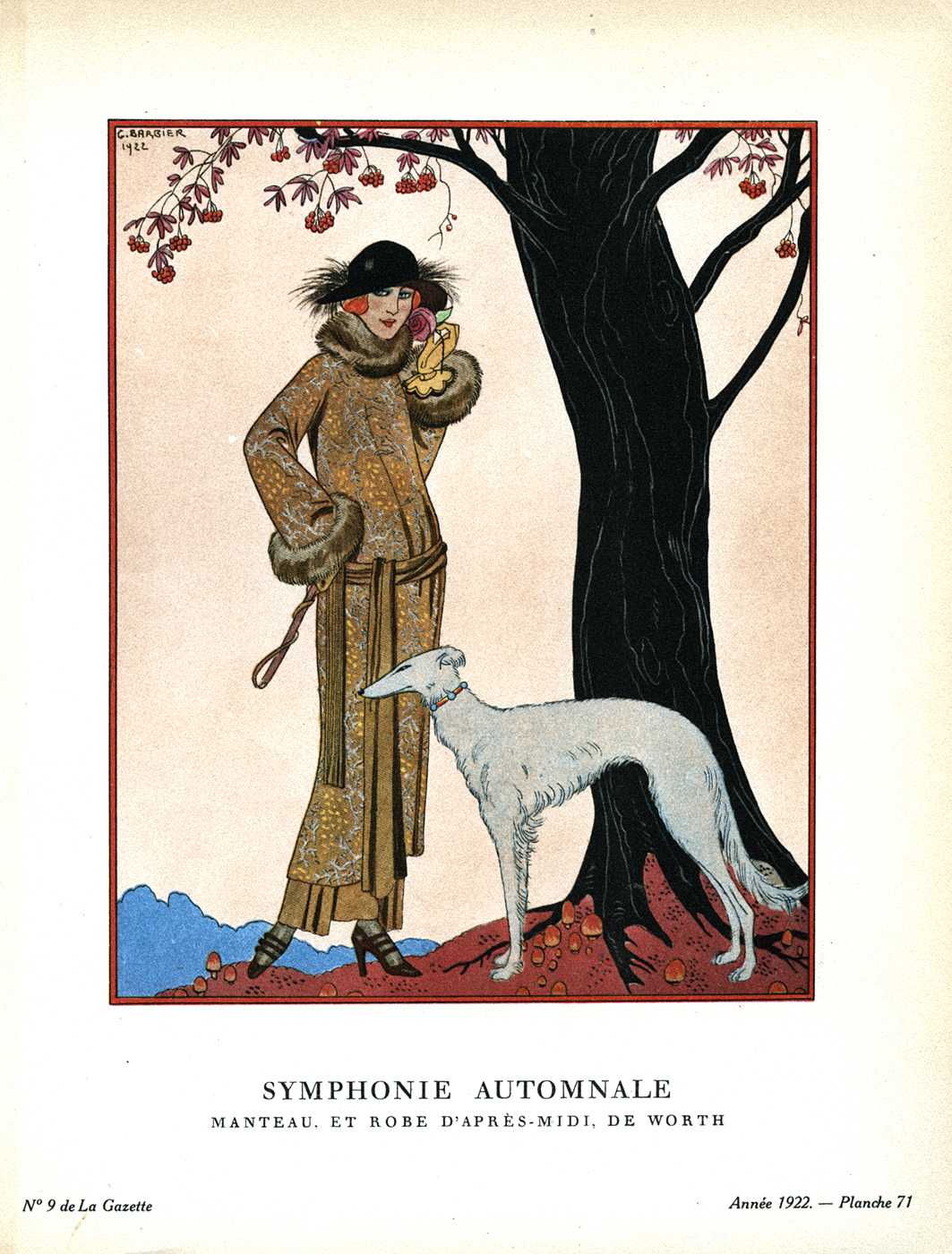
Simponie Automnale. Manteau, et robe d´ aprés-midi, de Charles Frederick Worth. Ilustración en La Gazette 1922